# Rukbat (stjärna)
Rukbat eller Alfa Sagittarii (α Sagittarii, förkortat Alfa Sgr, α Sgr) som är stjärnans Bayerbeteckning, är en dubbelstjärna belägen i den södra delen av stjärnbilden Skytten. Den har en skenbar magnitud på 3,97 och är klart synlig för blotta ögat. Baserat på parallaxmätning inom Hipparcosuppdraget på ca 17,9 mas, beräknas den befinna sig på ett avstånd av ca 182 ljusår (ca 56 parsek) från solen. 

## Nomenklatur
Alfa Sagittarii har också de traditionella namnen Rukbat och Alrami som kommer från det arabiska rukbat al-rāmī "bågskyttens knä".  Stjärnan Delta Cassiopeiae bär också de traditionella namnen Ruchbah eller Rukbat, från det arabiska ordet ركبة rukbah som betyder "knä". År 2016 organiserade Internationella astronomiska unionen en arbetsgrupp för stjärnnamn (WGSN) med uppgift att katalogisera och standardisera riktiga namn för stjärnor. WGSN:s första bulletin från juli 2016 innehåller en tabell över de första två satserna av namn som fastställts av WGSN där Rukbat anges för denna stjärna. (Delta Cassiopeiae fick senare namnet Ruchbah.).
Denna stjärna, tillsammans med Beta Sagittarii och Beta² Sagittarii, var Al Ṣuradain (ألسردين), de två Surad, "ökenfåglarna".

## Egenskaper
Rukbat är en blå till vit stjärna i huvudserien av spektralklass B8 V. Den har en massa som är ca 3 gånger större än solens massa, en radie som är ca 2,5 gånger så som solens och utsänder från dess fotosfär ca 117 gånger mera energi än solen vid en effektiv temperatur på ca 12 390 K. 
Rukbat är en enkelsidig spektroskopisk dubbelstjärna. ROSAT All Sky Survey upptäckte att den avger ett överskott av röntgenstrålning, vilket inte förväntas härröra från en stjärna av denna spektralklass. Den mest troliga förklaringen är att följeslagaren är en aktiv pre-huvudseriestjärna eller en stjärna som just har nått huvudserien. Baserat på ett överskott av infraröd strålning kan Rukbat vara omgiven av en stoftskiva, ungefär som Vega.